# Shuangjiang (köping i Kina, Guangxi)
Shuangjiang (kinesiska: 双江镇, 双江) är en köping i Kina. Den ligger i den autonoma regionen Guangxi, i den södra delen av landet, omkring 290 kilometer nordost om regionhuvudstaden Nanning. Antalet invånare är 27167. Befolkningen består av 12 835 kvinnor och 14 332 män. Barn under 15 år utgör 14,0 %, vuxna 15-64 år 72 %, och äldre över 65 år 12,0 %.
Genomsnittlig årsnederbörd är 2 338 millimeter. Den regnigaste månaden är juni, med i genomsnitt 489 mm nederbörd, och den torraste är oktober, med 54 mm nederbörd.